# Seilklemme

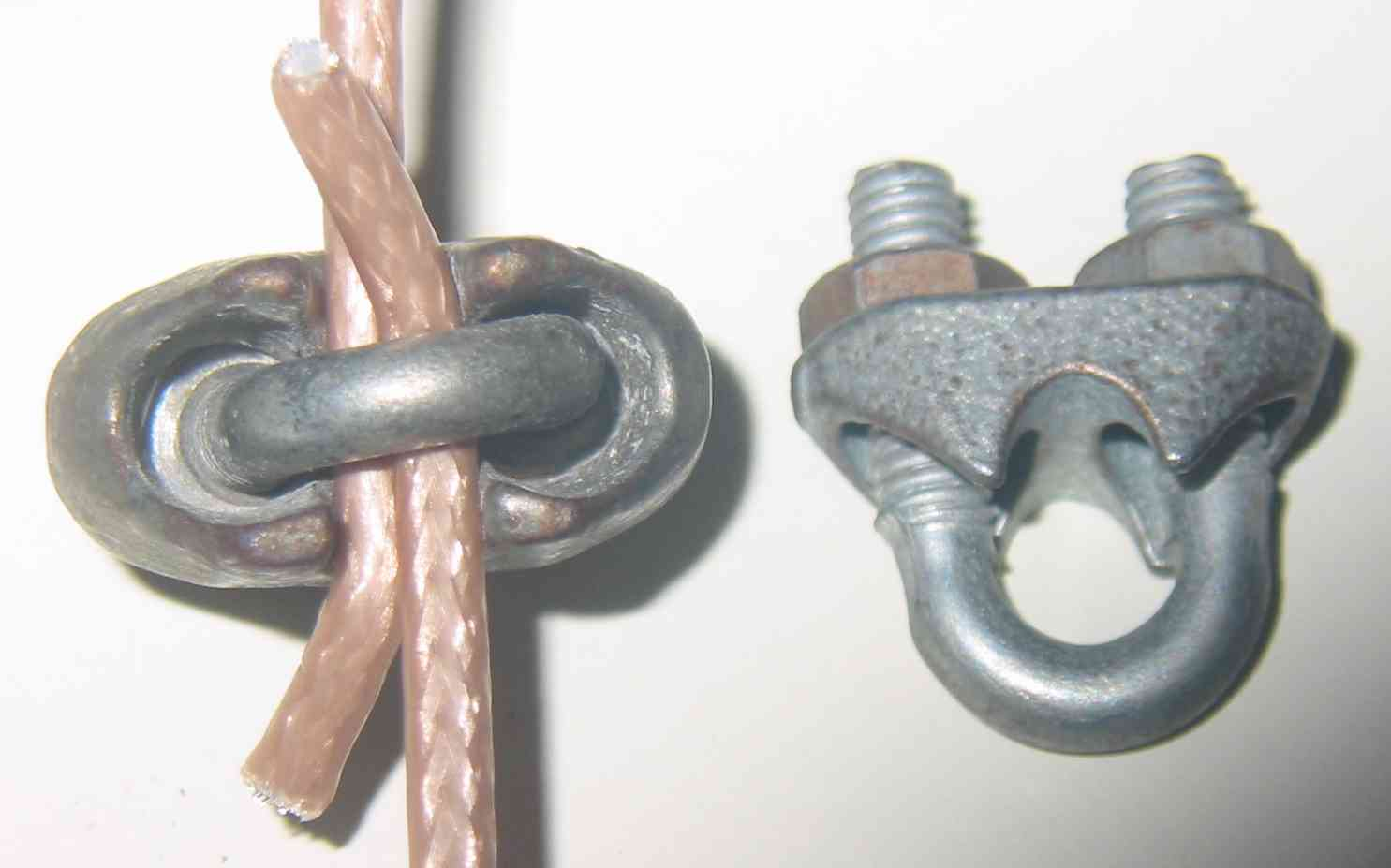
Seilklemme für 5-mm-Seile

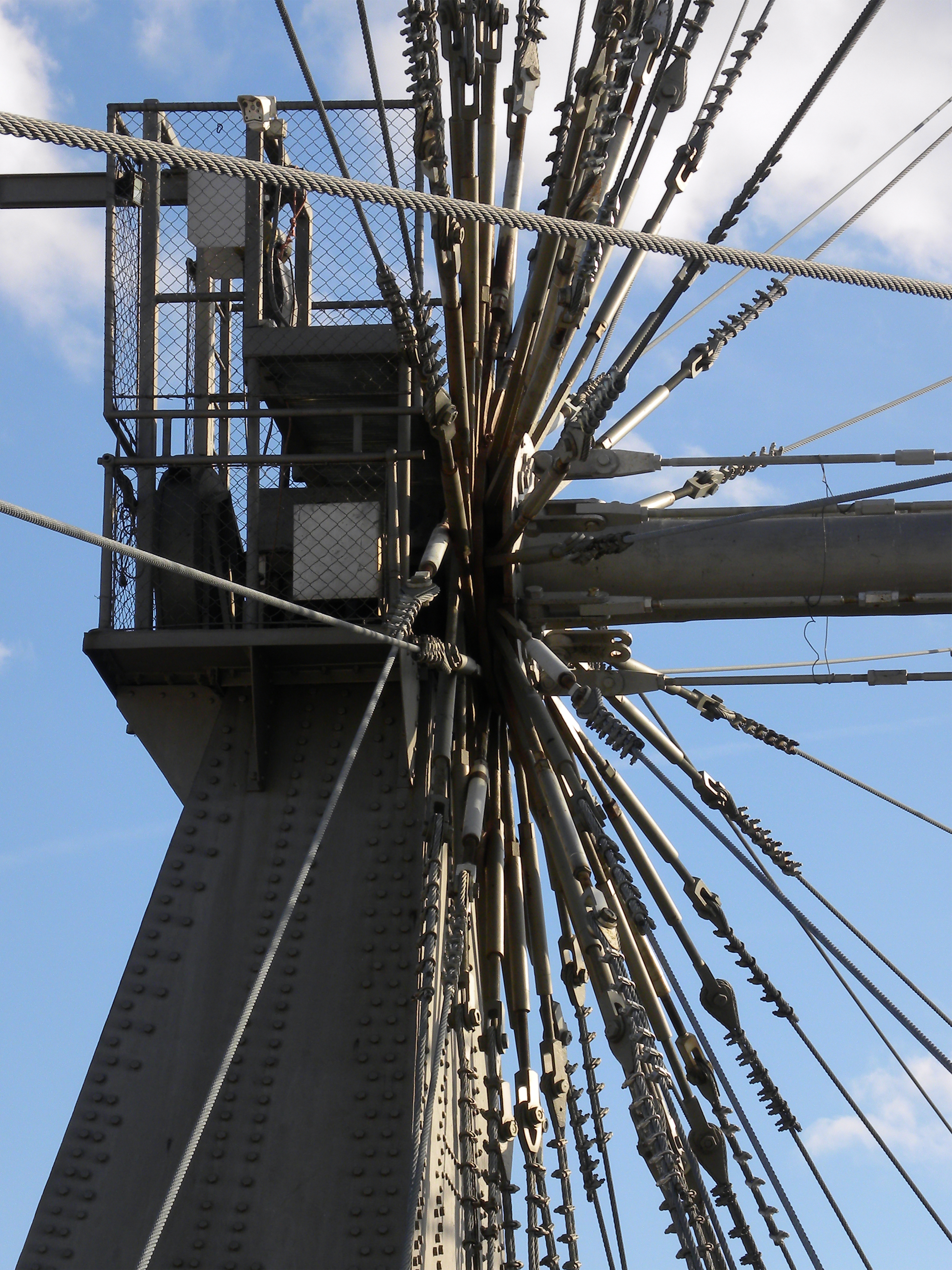
Zahlreiche Seilklemmen am Wiener Riesenrad

Seilklemmen sind verschraubbare Verbindungen für Seile. Sie bestehen aus einem U-förmigen Bügel mit Gewinde an jedem Ende und einem Joch (auch Klemmbacken oder Klemmsattel), das die beiden Enden des Bügels überbrückt. In den Bügel werden meist zwei Seilstücke oder Stäbe eingelegt, die schubfest miteinander verbunden werden sollen; zwei auf die Enden des Bügels gedrehte Muttern schieben das Joch gegen die Seile und klemmen sie im Bügel fest.
Seilklemmen werden überwiegend zum Klemmen von Stahlseilen verwendet. Anders als Quetschhülsen oder Pressklemmen können sie zum Nachjustieren geöffnet und auch wiederverwendet werden.

## Verwendung
Durch Reib- und Formschluss in der Seilklemme entsteht eine kraftschlüssige Verbindung.
Ebenso wie ein Knoten verursacht die Seilklemme eine Kerbwirkung im Seil, welche die Tragkraft (Mindestbruchkraft) des Seils auf 80 % verringert.
Um die Kerbwirkung in einem zulässigen Bereich zu halten, dürfen Seilklemmen nur mit einer bestimmten Kraft angezogen werden. Wird eine Seilklemme bis an ihre Belastungsgrenze angezogen, so führt dies zu einer Beschädung des Seils. Um das Seil zu schonen und dennoch eine größtmögliche Klemmwirkung zu erzielen, müssen stets mehrere Seilklemmen hintereinander eingesetzt werden, je nach Seildurchmesser in der Regel 3 bis 4. Dies hängt jedoch ebenso wie das vorgesehene Anzugsmoment auch von der Bauart der Klemme ab.
Ein Seilauge wird stets mit einer Kausch ausgeführt. Bei der Verwendung von Seilklemmen zum Fixieren des Seils an der Kausch muss sich der Bügel der Seilklemme stets am losen Ende des Seils befinden; dementsprechend wird das breitere Joch an das weiterführende, belastete Ende des Seils gelegt, da es eine geringere Kerbwirkung auf das Seil hat.
An sicherheitsrelevanten Anschlagmitteln sind Seilklemmen nur zulässig, wenn mehrere von ihnen verwendet werden.

## Takelage
Seilklemmen werden häufig benutzt, um Augen im stehenden Gut von Segelbooten herzustellen. Die Augen werden dann mit Spannschrauben und Beschlägen am Rumpf befestigt und sind Teil der Takelage.
Seilklemmen sind schneller und einfacher zu handhaben als Spleiße, jedoch ist die Tragkraft einer Spleiß-Verbindung größer.

## Sicherheit
Drahtseilklemmen nach DIN EN 13411-5 dürfen nur für das Aufhängen statischer Lasten eingesetzt werden, aber nicht für Bergbau-Förderseile oder eine dauerhafte Befestigung von Seilen in Hebezeugen. Ferner dürfen Drahtseilklemmen nur als Bestandteil für eine spezielle einmalige Verwendung eines Anschlagmittels und bei einmaligen Hebevorgängen eingesetzt werden.
Hebezeug sollte stattdessen mit Hülsen verpresst werden.
Die Klemmbacken der Seilklemme müssen bei einer solchen Schlaufe immer auf dem tragenden Seil sitzen und die Bügel auf dem kurzen Ende (vgl. oben Seilauge / Kausch).
Bei dünnen Seilen sind mindestens 3 Seilklemmen zu verwenden, bei dickeren bis sechs. Die Klemmen sind unter Last immer nachzuziehen, weil das Seil unter Last dünner wird.